# パデュー大学

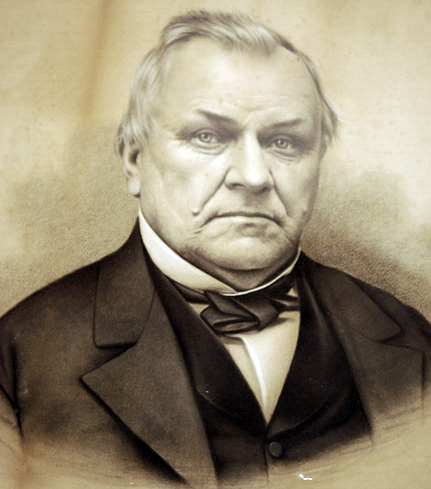
ジョン・パデュー(1802 – 1876)

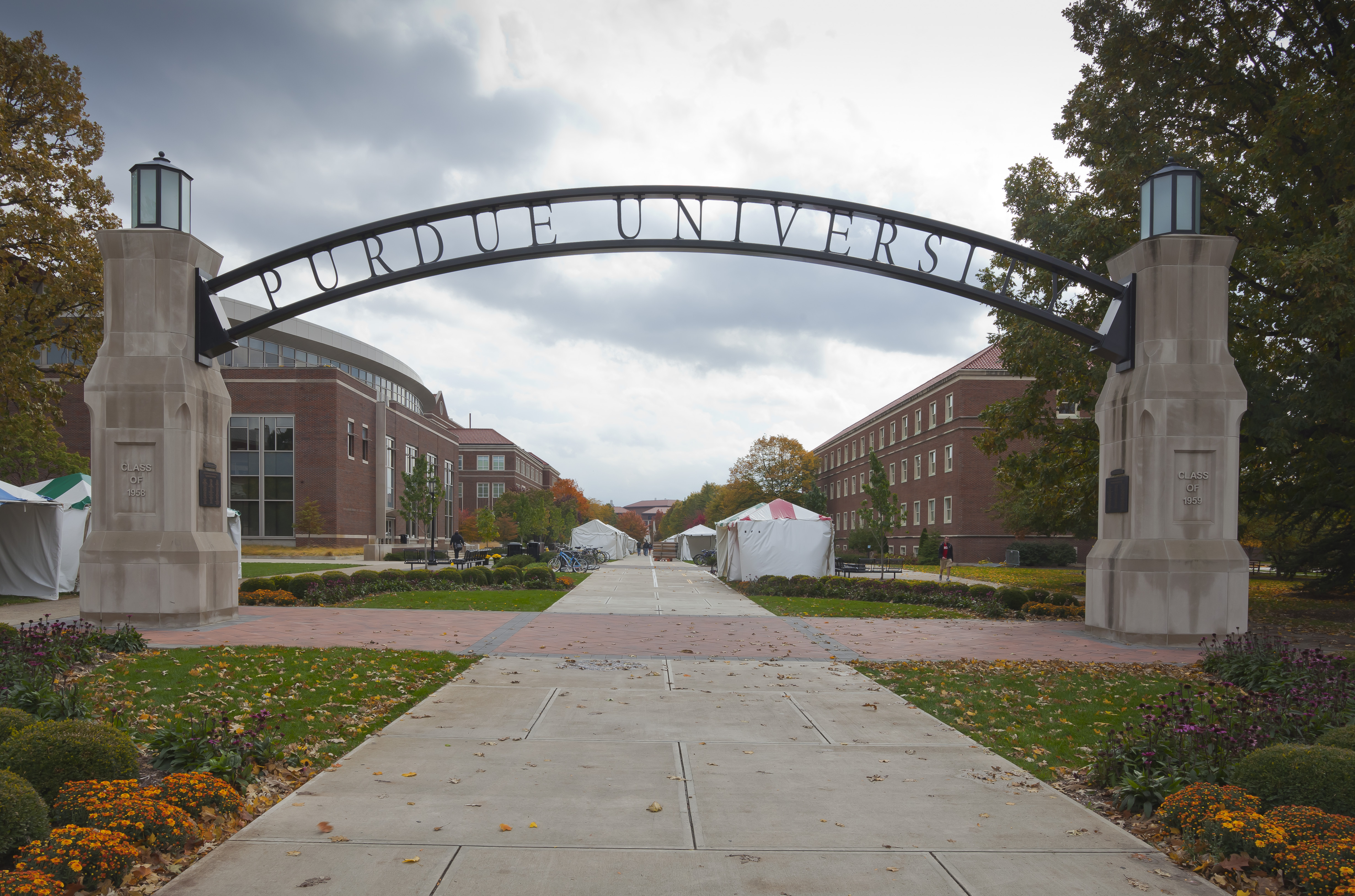
Purdue University Arch

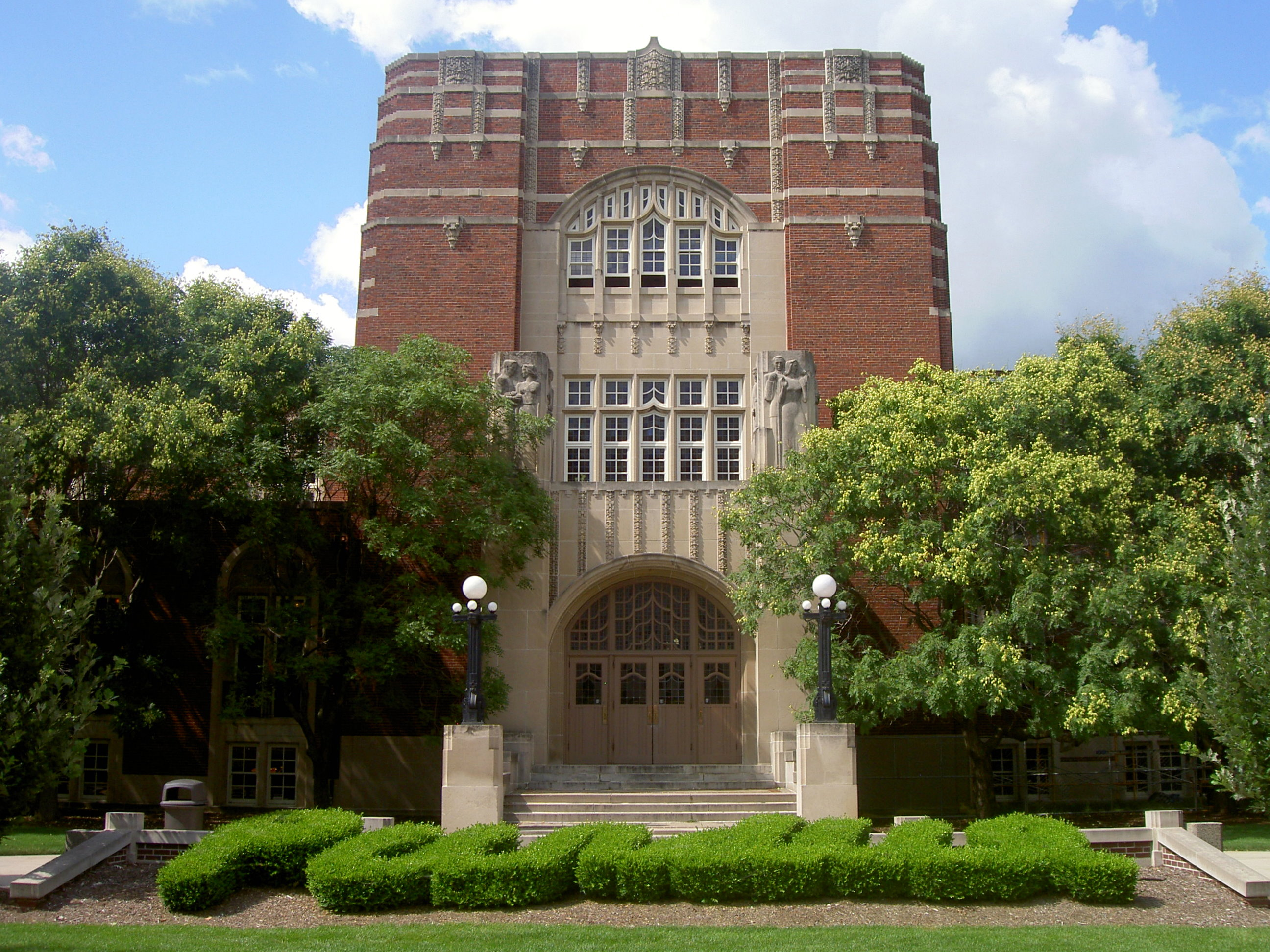
Purdue Memorial Union

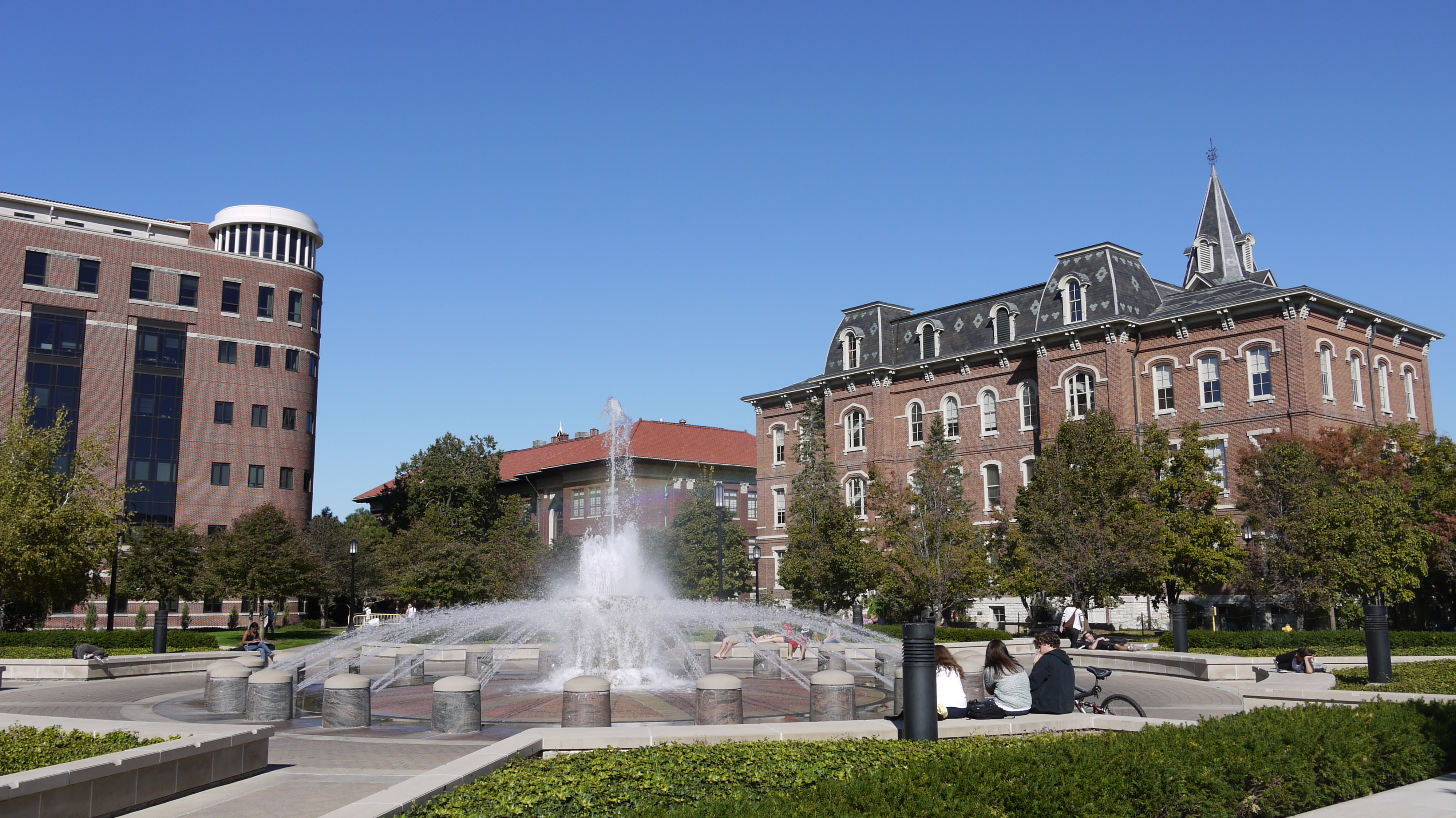
Liberal Arts fountain

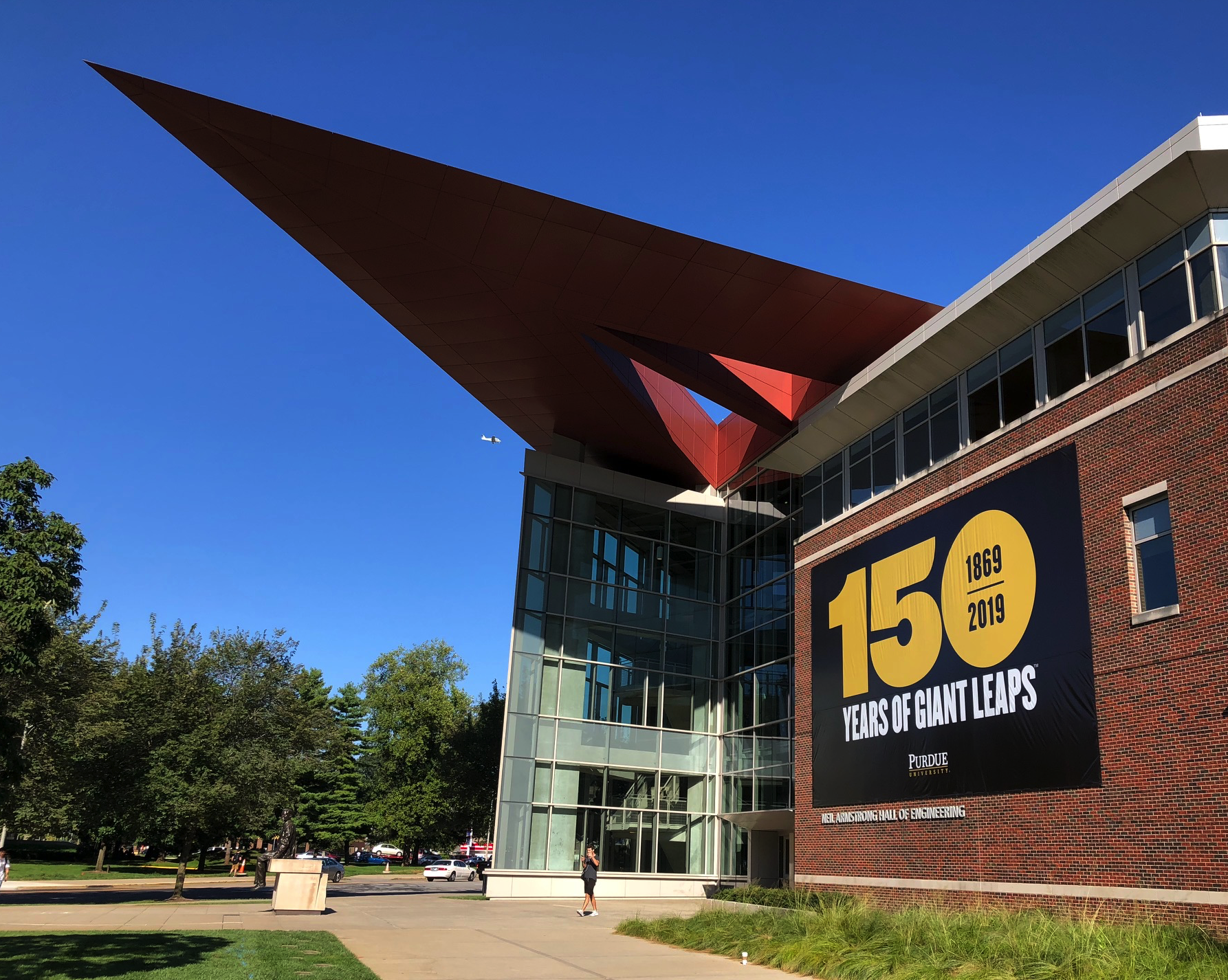
工学部(College of Engineering)

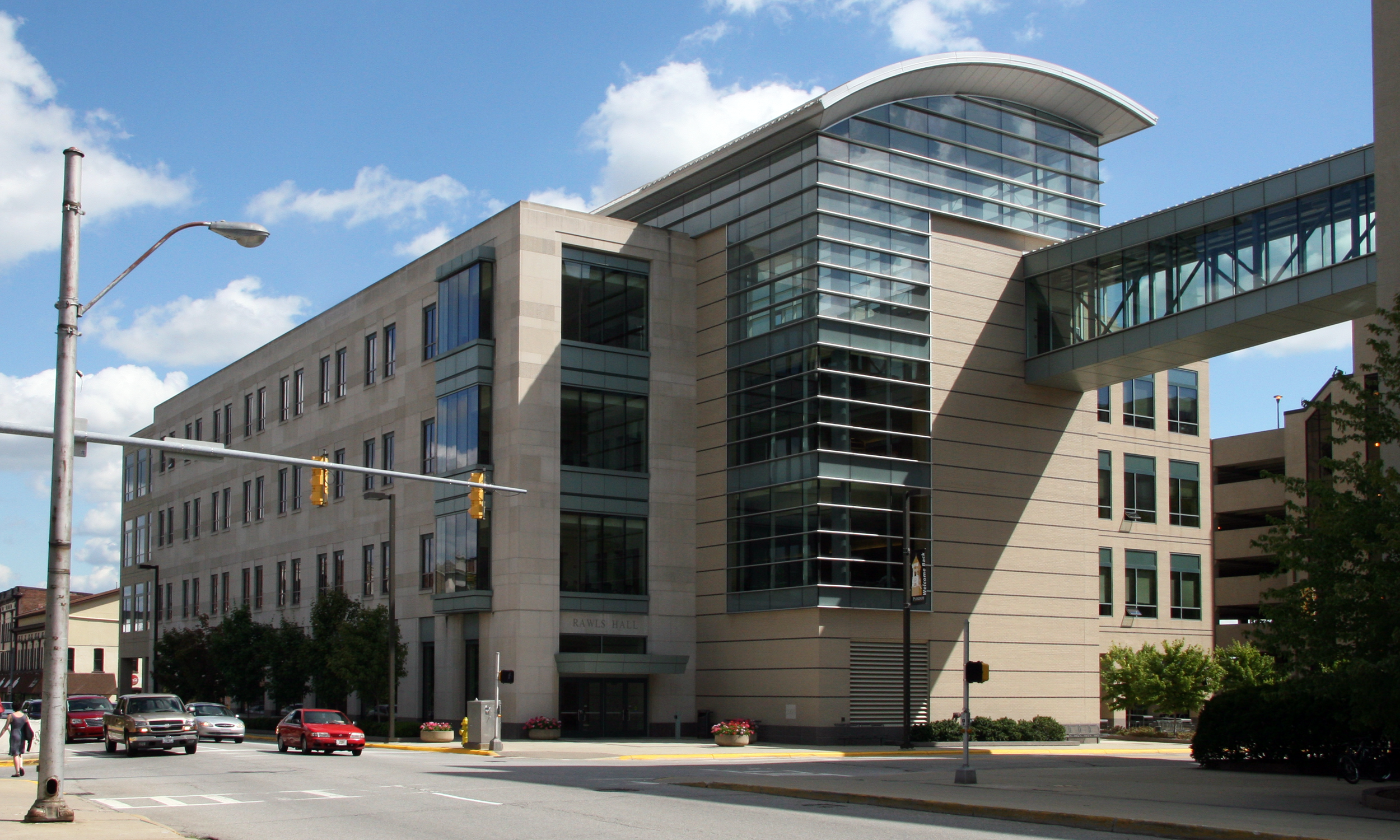
クラナート・スクール・オブ・マネジメント(Krannert School of Management)

パデュー大学（パデューだいがく、パドゥー大学、パーデュー大学、パードゥー大学、英語: Purdue University）は、アメリカ・インディアナ州の州立総合大学。所在地はウェストラファイエット。1869年5月6日、大富豪ジョン・パデュー（John Purdue）による多額の寄付を資本として創立された。
日本での知名度は低いが、アメリカを代表する名門校のひとつである。QS World University Rankings 2025によると世界ランキング89位（米国内第25位。米Public School第8位）に位置する（東京工業大学や大阪大と同程度のランキング）。米経済誌ウォールストリート・ジャーナルの2010年度就職ランキングでは、即戦力のある人材が育つ大学として、全米で第4位であった。2010年、米メディア・ブルームバーグ社は、最も多くの最高経営責任者 (CEO) をS&P 500の企業に輩出した大学の一つとして選出した。
210以上の専攻科目を持ち、特に理系と経営学の分野で名高い。約5万人（2023年時点）の生徒が勉学に励むマンモス校であり、ビッグ・テン・カンファレンス、通称Big Ten（ビッグ・テン）の一校である。パデュー大学には11,872名の留学生がおり、全米の大学の中で8番目に多い。
工学系は、全米TOP10前後で国際的評価は高く、工学部の学生数が最も多い。STEM関連学部への卒業生数は全米TOP5であり、コンピュータサイエンスは全米屈指の人気度（大学院の倍率は15倍）で卒業生は各方面で活躍する。ビジネススクールのDaniels School of Businessの評価も近年改善されつつあり、ビジネスアナリティクス専攻（世界第21位）やマーケティング専攻（世界第29位）などが挙げられる。
2010年、根岸英一パデュー大学特別教授と鈴木章北海道大学名誉教授のノーベル化学賞の受賞を機に、パデュー大学が日本で注目されるようになった。

## 概要
パデュー大学は10.01km²もの広い敷地にキャンパスを構えており、別途、農業と産業の研究のために61.14km²有している。キャンパス内には大学が運営している本格的な飛行場 (Purdue University Airport) があり、2機のジャンボジェットを所有している。その他には、65,000人収容出来るフットボール・スタジアムや2つのゴルフ場など、初めてキャンパスを訪れる者はそのスケールにまず圧倒される。
世界で初めて航空工学を取り入れた大学であり、航空宇宙工学のレベルはMITに並ぶ。これまで多くの宇宙飛行士を輩出しており、1969年7月20日に人類史上初めて月面に着陸し、あの有名な足跡を残してきた宇宙飛行士のニール・アームストロングもパデュー大学の卒業生である。
パデュー大学出身の宇宙飛行士は、2012年7月時点でニール・アームストロングを含む23名で、47のスペース・ミッションに携わり、1981年以降遂行されたスペースシャトル全体のミッションの35%にあたる。パデュー大学の卒業生である宇宙飛行士ジェリー・ロスは、人類で初めて地球の軌道上で7つのミッションを成し遂げ、9回のスペースウォークを果たした。宇宙飛行士だけではなく、多くの宇宙工学のエンジニアがNASAやその他の機関で活躍しており、地球上の人々の生活がより一層改善されるよう貢献している。パデュー大学は、アメリカならではの大きな夢のあるアメリカを代表する総合大学の一つである。
パデュー大学の調べによると、パデュー大学の卒業生はサイエンスを始めとする数々の分野で15,000以上の米国特許を取得している。
パデュー大学は、創設者であるジョン・パデューの教育や研究に対する寛大な意を受け継ぎ、公立の大学にしては珍しく、卒業生や企業そして慈善事業機関等から受け取った約2千億円もの寄付金を運用している(2012年時点で)。
2010年、クロスカップリングの研究が評価され、ノーベル化学賞をW受賞した根岸英一教授と鈴木章教授はパデュー大学在籍中、有機ホウ素化学研究の権威であるノーベル化学賞受賞者のH.C.ブラウン教授の元で学び、研究に励んだ。鈴木章教授は北海道大学理学部を卒業後、1963年から2年間パデュー大学に留学していた。根岸英一教授は1966年から1972年の間、研究員として同大学に在籍していた。時期こそずれてはいるが、ふたりはともにH.C.ブラウン教授に師事した同窓生である。

## ランキング
米経済誌ウォール・ストリート・ジャーナルが2010年に発表した就職ランキングでは、即戦力のある人材が育つ大学として、全米で第4位にランクインされた。その他、同紙によれば、エンジニアリングで第2位、コンピューター・サイエンスで第8位、マネジメント・インフォメーション・システムズ(MIS)で第1位を獲得した。
U.S.News & World Reportの米大学・大学院のランキングで、パデュー大学の以下の学部が上位にランクインした。[大学]　理系: Best Undergraduate Engineering Program 9位、宇宙工学 4位、生物・農業 1位、化学 12位、土木工学 5位、産業・生産エンジニアリング 5位、機械工学 7位、電気工学 9位、コンピューター・サイエンス 11位、Environmental/Environmental Health エンジニアリング 11位。(2012年度）　経営学: 生産・オペレーションズ・マネジメント 2位、定量分析 4位、サプライ・チェーン・マネジメント/ロジスティックス 8位、マネジメント・インフォメーション・システムズ(MIS) 10位。(2012年度）　　[大学院]　理系:エンジニアリング全体 10位、宇宙工学 6位、生物・農業 1位、化学 14位、土木工学 6位、コンピューター・サイエンス 11位、機械工学 9位、電気工学 10位、原子力 11位、薬剤 7位、分析化学 2位。（2012年度）　MBA: MBA全体 6位。（2011年度）　生産・オペレーションズ・マネジメント 7位、サプライ・チェーン・マネジメント/ロジスティックス 10位。（2012年度）
ウォール・ストリート・ジャーナルが発表したのパデュー大学クラナート校のMBAに関するランキングは、2004年と2005年にBest Regional Schoolとして第1位、オペレーションズ・マネジメントでは2001年から2007年に渡り毎年第3位を獲得した。
Webometrics Ranking of World Universitiesによれば、世界の大学の中で14位にランクインされている。DesignIntelligence, America’s Best Architecture & Design Schoolの2011年度ランキングで、Landscape Architecture Program (Undergraduate, College of Agriculture, Top 10 Programs)の分野で第3位、Industrial Design Deans Survey (Undergraduate, College of Liberal Arts)の分野で第5位に輝いた。
US News 全米大学ランキング 2024
- 全米総合：第43位
- 全米公立：第17位
- 工学部：第8位
  - 生物学・農学：第1位
  - 航空宇宙工学：第3位
  - 産業工学：第2位
  - 土木工学：第4位
  - 計算機科学：第7位
  - 電気工学：第8位
  - 環境工学：第12位
  - 機械工学：第6位

Quacquarelli Symonds (QS) 世界大学ランキング 2023
- 総合：第99位
- 人文科学：第243位
  - 法律学：NA
- 工学・技術：第25位
  - 化学工学：第28位
  - 土木工学：第17位
  - 計算機科学・情報システム：第63位
  - 電気・電子工学：第34位
  - 機械・製造工学：第15位
  - 航空宇宙工学：第15位
  - データサイエンス：第42位
- 生命科学・医学：第197位
  - 農学・林学：第5位
  - 生物学：第112位
  - 獣医学：第32位
  - 医学：NA
  - 看護学：NA
  - 薬学：第48位
- 自然科学：第84位
  - 統計学：第29位[11]
  - 数学：第63位
  - 化学：第54位
  - 地球・海洋学：第51位
  - 環境学：第71位
  - 材料科学：第37位
  - 物理学・天文学：第71位
- 社会学・ビジネス：第117位
  - ビジネスアナリティクス（修士）：第21位[12]
  - マーケティング（修士）：第29位[13]
  - 教育学：第82位
  - 会計学・金融学：第101位
  - 金融学（修士）：第59位[14]
  - ホスピタリティマネジメント：第44位
  - オペレーションズ・リサーチ：第29位[15]

Time Higher Education (THE) 世界ランキング2024
- 総合：第84位[17]
- 工学部：第32位
- 計算機科学：第54位
- 生命科学：第84位
- 物理科学：第71位
- 心理学：第67位
- 社会科学：第100位
- ビジネス・経済：第68位
- 教育学：第51位

## スポーツ
パデュー大学のスポーツ・チームは、「ボイラーメーカーズ（Boilermakers）」と呼ばれ、NCAAのディビジョンI（フットボールはディビジョンI-A）のビッグ・テン・カンファレンス南地区に属している。ほぼ毎年ボウル・ゲームに出場している。応援曲の『Fighting Varsity』は日本では大阪ガス硬式野球部の応援で使われているほか、ブーマー・ウェルズの応援歌にも使われていた（ブーマー本人はパデュー大学の出身というわけではない）。

パデュー大学の男子バスケットボールチームは近年特に強く、競合チームのミシガン大学やオハイオ大学等を差し置いてビッグ・テン・カンファレンスで最も優勝している（計25回）大学である。

## 著名な出身者
- ニール・アームストロング - 宇宙飛行士、人類で初めて月面着陸に成功
- ユージン・サーナン - 宇宙飛行士、アポロ計画最後の月面着陸者
- エドワード・M・パーセル - 物理学者、ノーベル物理学賞受賞
- ベン・モッテルソン - 物理学者、ノーベル物理学賞受賞
- シーモア・ベンザー - 生物学者、物理学者
- ウォード・カニンガム - コンピュータプログラマ
- イアン・マードック - コンピュータ技術者、Debianプロジェクト創設者
- マルコム・ロス - 海軍予備隊士官、気球による高度記録（34,670 m）を樹立
- レイ・ユーリー - 陸上競技選手、オリンピックで10個の金メダルを獲得
- アーキー・シアンフロッコ - MLB（サンディエゴ・パドレスなど）でプレーした元プロ野球選手。1999年には西武ライオンズにも在籍。
- ジョシュ・リンドブロム - MLB（ロサンゼルス・ドジャースなど）でプレーしたプロ野球選手。2015年よりKBO・ロッテ・ジャイアンツでプレー。
- ケビン・プラウェッキー - MLB（ニューヨーク・メッツ）でプレーするプロ野球選手。
- レン・ドーソン - アメリカンフットボール選手、プロフットボール殿堂入り
- ロッド・ウッドソン - アメリカンフットボール選手
- ドリュー・ブリーズ - アメリカンフットボール選手
- ボブ・グリーシー - アメリカンフットボール選手、プロフットボール殿堂入り
- マット・ミトリオン - アメリカンフットボール選手、総合格闘家
- ジェイク・オブライエン - 総合格闘家
- ジョン・フィッチ - 総合格闘家
- イサーム・シャラフ - エジプト首相
- ジョージ・ペパード - 俳優

## 著名な教員
- ルイ・ド・ブランジュ
- 根岸英一（2010年ノーベル化学賞受賞）
- シュリーラム S. アビヤンカー
- アルバート・オーバーハウザー（オーバーハウザー効果を予想）

## 在籍した研究者
- 鈴木章 - 2010年ノーベル化学賞受賞
- ハーバート・ブラウン - 1979年ノーベル化学賞受賞、鈴木章、根岸英一が師事
- ジュリアン・シュウィンガー - 1965年ノーベル物理学賞受賞